# Selinum longicalycinum
Selinum longicalycinum är en flockblommig växtart som beskrevs av M.L.Sheh. Selinum longicalycinum ingår i släktet krusfrön, och familjen flockblommiga växter. Inga underarter finns listade i Catalogue of Life.